# Нісіносіма (острів, Сімане)
Нісіносіма (яп. 西ノ島, також Нісі-но-сіма) — один з островів Дузен (разом з Наканосімою і Чибурідзімою) архіпелагу Окі в Японському морі. Це другий за величиною з островів Окі.
Населення острова, площею 55,97 км², становить близько 3400 осіб. Адміністративний центр острова — місто Нісіносіма у префектурі Сімане. Значну частину острова займає національний парк Дайсен-Окі.

## Географія
Нісіносіма розташована приблизно за 65 км на північний схід від узбережжя Хонсю. Острів вулканічного походження, з глибоко порізаною береговою лінією, довжиною 117 км, та з найвищою точкою на вершині Такухіями — центрального пірокластичного конуса кальдери Дозен, висотою 452 м над рівнем моря. Скелі Матенгай на західному узбережжі острова — найвищі в Японії — 257 м.
Клімат Нісіносіми класифікується як вологий субтропічний (класифікація кліматів Кеппена Cfa) з дуже теплим літом і прохолодною зимою. Опади рясні протягом року.

## Історія
Острови Дозен утворюють кальдеру, утворену внаслідок виверження вулкана близько 5  млн років тому.
Острови Окі заселені з доби японського палеоліту, а археологи знаходять численні артефакти періодів Дзьомон, Яйой та Кофун.
Нісіносіма використовувався як місце заслання з періоду Нари, і добре відомий як місце заслання імператора Ґо-Дайґо та можливе місце заслання екс-імператора Ґо-Тоба (відзнака, яку він поділяє із сусідньою Наканосімою). В період Едо острів став частиною князівства Мацуе під сьогунатом Токугава.
Після реставрації Мейдзі острови Окі стали частиною префектури Тотторі в 1871 році, але в 1881 році їх передано до префектури Сімане
В 1904 році острів розділили між селом Ураго на заході та селом Курокі на сході. Два муніципалітети в 1915 році розділили каналом, який розрізав острів на дві частини. В листопаді 1946 року Ураго стало містом, а 1957 року об'єдналося з Курокі, утворивши місто Нісіносіма. В 2005 році дві частини острова з'єднав міст.

## Транспорт
Нісіносіма має регулярне поромне сполучення з портом Сайго на острові Дого, а також з Наканосімою. Прямого поромного сполучення з материковою частиною Японії немає.

## Економіка
Економіка острова базується на сільському господарстві та промисловому рибальстві.
Сезонний туризм також відіграє роль у місцевій економіці. Туристів приваблює культура, яка, завдяки віддаленості, відрізняється від культури материкової Японії. Діє фольклорний музей Нісіносіма Фурусато-кан, в якому є безліч виставок на місцевих фестивалях та танцях. Під час фольклорних фестивалів відбуваються вистави каґури, синтоїстського театру танців, що проходять у храмах.